# Мы идём по Восточному Саяну
«Мы идём по Восточному Сая́ну» — произведение советского писателя Григория Федосеева. Впервые было опубликовано в 1949 году во втором номере журнала «Сибирские огни» под рубрикой «Записки бывалых людей».
Книга посвящена геодезистам, топографам, географам — создателям карты Советского Союза. В ней отражён один год работы экспедиции, нет отступлений от подлинных фактов, времени и места действия. В основу легли подлинные записки автора, начальника астрономогеодезической экспедиции Новосибирского геодезического предприятия.
Экспедиция, состоявшая из тринадцати человек, отправилась в марте 1938 года из села Черемшанка Красноярского края, расположенного на берегу реки Казыр. Её задачей было проникнуть в глубь Восточного Саяна, исследовать эту горную страну и дать геодезическую основу для создания высокоточной карты этой территории.
Из-за ранней весны не удалось забросить в глубь тайги всё необходимое для экспедиции снаряжение, в связи с чем не раз возникала проблема дальнейшего продвижения. На долю участников выпал сложный, трудный путь, сопряжённый с лишениями и гибелью товарищей. Судьбу экспедиции решила случайная встреча, когда в июле она натолкнулась на барак старателей прииска Караган, которые помогли связаться с Новосибирском. В итоге запас продовольствия и снаряжения был пополнен, и работа продолжилась.
Поздней осенью экспедиция вышла к Нижнеудинску. Её участникам удалось достичь восточной оконечности хребта Крыжина, побывать в верховьях Казыра, на Агульском озере.
Писатель создал в книге ряд запоминающихся образов, как то: 60-летний проводник, бывалый таёжник Павел Назарович Зудов; обладающий необыкновенной физической силой Михаил Бурмакин; проявивший стойкость и мужество, трагически погибший помощник Федосеева — Мошков; молодой повар, комсомолец Алексей Лазарев.

## Комментарии
1. ↑  Начало в № 2. Продолжение в № 3, № 5 (1949)[2]; № 1—3 (1950)[3]. Окончание в № 6 (1950)[3].
2. ↑  В распоряжении экспедиции имелась карта масштаба 1 : 1 000 000, составленная по рассказам бывалых людей и охотников; относительно точно на ней были обозначены лишь районы золотодобычи[7].
3. ↑  В 1941 году Алексей Лазарев добровольцем ушёл на фронт и погиб при героической защите Сталинграда[11].